# Talipariti borneense
Talipariti borneense är en malvaväxtart som först beskrevs av Airy Shaw, och fick sitt nu gällande namn av Paul Arnold Fryxell. Talipariti borneense ingår i släktet Talipariti och familjen malvaväxter. Inga underarter finns listade i Catalogue of Life.